# محمد أمير (لاعب كريكت)
محمد أمير (13 أبريل 1992 في باكستان - ) (بالأردوية: محمد عامر)‏ (بالإنجليزية: محمد عامر)‏ هو لاعب كريكت باكستاني. شارك مع منتخب باكستان للكريكت. أما مع النوادي، فقد لعب مع Federal Areas cricket team ‏ وChittagong Vikings ‏ وKarachi Kings ‏ ونادي مقاطعة ساسكس للكريكت ‏ وDhaka Capitals ‏ وNational Bank of Pakistan cricket team ‏.

## وصلات خارجية
- محمد أمير على موقع إي آس بي آن كريك إنفو (الإنجليزية)